# Venezuela
Venezuela, uradno Bolivarska republika Venezuela (špansko: República Bolivariana de Venezuela), je država ob severni obali Južne Amerike, sestavljena iz celinskega dela ter številnih otokov in otočkov v Karibskem morju. 
Venezuela ima površino 916.445 km2, prebivalstvo države pa je bilo leta 2022 ocenjeno na 29 milijonov. Glavno mesto in največja urbana aglomeracija je mesto Caracas.

## Geografija
Venezuela se nahaja na severu Južne Amerike; geološko leži na južnoameriški plošči. Ima skupno površino 916.445 km2 in površino kopna 882.050 km2, zaradi česar je Venezuela 33. največja država na svetu. Ozemlje, ki ga obsega, leži med 0° in 16° S ter 59° in 74° Z zemljepisno dolžino.
Približno oblikovana kot trikotnik, ima država 2800 km obale na severu, ki vključuje številne otoke v Karibskem morju, severovzhod pa meji na severni Atlantski ocean. Večina opazovalcev opisuje Venezuelo v smislu štirih dokaj dobro opredeljenih topografskih območij: Maracaibska kotlina na severozahodu, severno gorovje, ki se razteza v širokem vzhodno-zahodnem loku od kolumbijske meje vzdolž severne karibske obale, široke nižine v osrednji Venezueli in Gvajansko višavje na jugovzhodu.
Kontinentalno ozemlje Venezuele na severu meji na Karibsko morje in Atlantski ocean, na zahodu na Kolumbijo, na jugu na Brazilijo, na Trinidad in Tobago na severovzhodu ter na vzhodu na Gvajano, od katere Venezuela že dolgo neuspešno zahteva priključitev ozemlja pokrajine Essequibo.
Venezuela je celinska država, vendar pa spada k njej še več kot 70 maloantilskih otočkov v jugovzhodnem delu Karibskega morja. Največja med njimi sta Margerita in Tortuga; vsi otočki skupaj pomenijo okrog 10 odstotkov vsega venezuelskega ozemlja. Skoraj vsa venezuelska obala (od Venezuelskega do Parijskega zaliva) leži ob Karibskem morju, le na skrajnem vzhodu se majhen del odpira na Atlantik. Tik pred zahodno venezuelsko obalo so Nizozemski Antili, pred vzhodno pa je karibska otoška država Trinidad in Tobago.

### Ravnine in višavja
Celinski del Venezuele ima zelo različne značilnosti in ga lahko razdelimo na več delov. Na skrajnem severozahodu je Maracaibska kotlina. V njej so bogata nahajališča nafte. Razprostira se okrog jezera Maracaibo, ki meri 13.512 kvadratnih kilometrov in je največje jezero v Južni Ameriki. Jugozahodno od te kotline je Zahodno ali Andsko višavje; njegov skrajni vzhodni del je gorovje Méridska kordiljera, v kateri se dviga Pico Bolívar (5002 m), najvišji venezuelski vrh. Vzhodni podaljšek Andov se razteza še po severni Venezueli. Vključuje tudi vzporedni gorski verigi ob obali, t. i. venezuelsko Osrednje višavje, v katerem so rodovitne doline. To ozemlje je najgosteje naseljeno območje v Venezueli. Prestolnica Caracas je tik ob obali, v njegovi bližini se Andsko višavje spušča v Karibsko morje, kjer se nadaljuje v loku Karibskega otočja.
Južno od Andskega višavja se raztezajo velike planjave osrednje Venezeuele, širne travnate planjave, ki jih prekinjajo posamezni pasovi gozdov. To območja imenujejo Ilanos, na njih sta razvita živinoreja in kmetijstvo. Na jugu meji na kotlino ob reki Orinoko. Porečje te velike reke in njenih pritokov zajema večji del Venezuele. Orinoko izvira na vzhodnem robu visoke planote, ki je del Gvajanskega višavja; to sega v Venezuelo z raznimi gorskimi hrbti in planoto La Gran Sabana, kjer je najvišji vrh Auyán Tepui (2953 m). Orinoko se zliva v Atlantski ocean v mogočni delti. Od izvira do izliva meri skoraj 2100 kilometrov, velik del njegovega toka je ploven, kar je velikega gospodarskega pomena.

## Etimologija
Po najbolj priljubljeni in sprejeti različici je leta 1499 odprava španskih konkvistadorjev, pod vodstvom Alonsa de Ojede, dosegla venezuelsko obalo. Hiše na kolih na območju jezera Maracaibo so italijanskega navigatorja Ameriga Vespuccija spominjale na mesto Benetke v Italiji, zato naj bi regijo poimenoval Veneziola ali »Male Benetke«. Španska različica poimenovanja »Veneziole« je Venezuela.
Martín Fernández de Enciso, član odprave, je o nastanku poimenovanja v  svojem delu Summa de geografía navedel, da je posadka našla domačine, ki so se imenovali Veneciuela. Tako se je ime Venezuela morda razvilo iz domače besede.

### Uradna poimenovanja države
V obdobju 1830 do 1856 je bilo uradno poimenovanje Venezuele Estado de Venezuela, kasneje República de Venezuela (1856–1864), Estados Unidos de Venezuela (1864–1953) in ponovno República de Venezuela (1953–1999).
Sedanje poimenovanje Bolivarska republika Venezuela (špansko: República Bolivariana de Venezuela) se uporablja od leta 1999, ko je bila pod vladavino Huga Chaveza sprejeta nova ustava in se je  izpostavila vloga Simona Bolivarja, enega od vodilnih osvoboditeljev Latinske Amerike izpod španskega kolonialnega jarma.

## Državni simboli
Barve venezuelske zastave so rumena, modra in rdeča: rumena pomeni bogastvo na kopnem, modra morje, ki ločuje Venezuelo od Španije, rdeča pa kri, ki so jo prelili borci, ki so padli za neodvisnost države.

Venezuelska zastava ima osem belih zvezd, ki so postavljene v polkrogu na modrem delu zastave. Te zvezde simbolizirajo osem regij, ki so se skupaj borile za neodvisnost Venezuele od Španije. Osma zvezda je bila dodana leta 2006, kot poklon pokrajini Guayana, ki je imela ključno vlogo pri državni neodvisnosti.

### Upravna in politična organiziranost
Venezuela je federativna predsedniška republika, sestavljena iz 23 držav (estados),  dveh zveznih ozemelj, zveznega ozemlja glavnega mesta ter zveznih odvisnosti, ki pokrivajo venezuelske otoke na morju. Državni poglavar je predsednik, ki je hkrati vodja izvršilne veje oblasti. Zakonodajna skupščina (kongres) ima dva doma: senat (iz vsake države najmanj dva člana) in poslansko zbornico. Predsednika države, senatorje in poslance se voli za pet let na splošnih volitvah, kjer imajo volilno pravico vsi več kot 18 let stari polnoletni državljani. 
Nekdanja ustava iz leta 1961 je jamčila dvajsetim zveznim državam politično samostojnost. Vsaka zvezna država ima svoje zakonodajno telo, to pa vodi guverner. Državne guvernerje imenuje predsednik republike, kar v praksi omogoča precejšen vpliv osrednjih oblasti. Zvezna vlada neposredno upravlja tudi redko naseljena ozemlja v Amazoniji in v delti Amacuro (izlivu Orinoka), ter 72 otokov v Karibskem morju, pa tudi zvezno okrožje glavnega mesta Caracas.
Venezuela se uvršča med najbolj urbanizirane države v Latinski Ameriki. Velika večina Venezuelcev živi v mestih na severu in v glavnem mestu.

### Članstvo v mednarodnih organizacijah
Venezuela je članica OZN, OAS, OPEC, UNASUR, ALBA, Mercosur, LAIA in OEI.

## Gospodarstvo
Venezuela je država v razvoju in se uvršča šele na 113. mesto po indeksu človekovega razvoja, kljub temu, da ima največje znane zaloge nafte na svetu in je bila ena vodilnih svetovnih izvoznikov nafte. Pred industrializacijo je bila nerazvita izvoznica kmetijskih surovin, kot sta kava in kakav, vendar je nafta hitro prevladala v izvozu in še danes predstavlja večino državnih prihodkov. Notranji politični spori in nesoglasja ter slaba politika tudi sedanje vlade, so privedli do propada celotnega venezuelskega gospodarstva.

### Gospodarska in politična kriza
Država se sooča z rekordno hiperinflacijo, pomanjkanjem osnovnih dobrin, brezposelnostjo, revščino, razpadom zdravstvenega sistema, visoko umrljivostjo otrok, podhranjenostjo, obsežnim kriminalom, mafijo ter korupcijo. Ti dejavniki so povzročili venezuelsko migrantsko krizo, doslej je že več kot tri milijone prebivalcev pobegnilo iz države. Leta 2017 je bila Venezuela razglašena za zamudno pri plačilih zunanjega dolga s strani bonitetnih agencij. Kriza v Venezueli je prispevala k hitremu slabšanju položaja človekovih pravic, vključno s povečanimi zlorabami s strani režima, prisotna so mučenja političnih nasprotnikov, samovoljne aretacije in izvensodne zaporne kazni, tudi poboji in napadi na zagovornike človekovih pravic.

## Zgodovina

### Predkolumbovska zgodovina
Obstajajo dokazi o človeškem bivanju na območju, ki je danes znano kot Venezuela, pred približno 15.000 leti. Orodja iz tega obdobja vključujejo kamnite sekire in strgala, ki so bila najdena na visokih obrežnih terasah reke Rio Pedregal v zahodni Venezueli. Poznopleistocenske lovske artefakte, vključno s konicami sulic, so našli na podobnih mestih v severozahodni Venezueli, znanih kot »El Jobo«; po radiokarbonskem datiranju so ti iz obdobja od 13.000 do 7000 pr. n. št.
Ni znano, koliko ljudi je živelo v Venezueli pred špansko osvojitvijo; ocenjeno je na okoli milijon. Poleg danes znanih avtohtonih ljudstev je prebivalstvo vključevalo zgodovinske skupine, kot so Kalina (Karibi), Auaké, Caquetio, Mariče in Timoto–Cuicas. Kultura Timoto–Cuica je bila najbolj kompaktna družba v predkolumbovski Venezueli, z vnaprej načrtovanimi stalnimi vasmi, obdanimi z namakanimi terasastimi polji. Vodo so hranili tudi v zalogovnikih. Njihove hiše so bile predvsem iz kamna in lesa, s slamnato streho. Večinoma so bili miroljubni in odvisni od poljedelstva. Regionalni pridelki so vključevali krompir in t.i. ullucos. Za seboj so pustili umetnine, predvsem antropomorfno keramiko, večji spomeniki pa se niso ohranili. Imeli so znanje tkanja rastlinskih vlaken v tekstil in spletanja preprog za bivališča. Pripisujejo jim, da so izumili t.i. arepas, polpete oz. mlince iz posebne koruzne moke, ki so še danes pomemben del venezuelske kuhinje.
Po osvojitvi s strani konkvistadorjev se je število prebivalcev močno zmanjšalo, predvsem zaradi širjenja novih nalezljivih bolezni iz Evrope. Na zahodu so gojili predvsem koruzo, na vzhodu pa manioko. Veliki deli t.i. llanosov so bili obdelani v kombinaciji požigalništva in trajnega predplužnega kmetijstva.

### Kolonizacija
Španska kolonizacija celinske Venezuele se je začela leta 1522 in ustanovila prvo trajno južnoameriško naselje na kraju, kjer danes stoji mesto Cumaná. V 16. stoletju je Venezuelo kot koncesijo podelil španski kralj nemški bančni družini Welser (Klein-Venedig, 1528–1546). Domači caciques (plemenski vodje), kot sta bila Guaicaipuro (ok. 1530–1568) in Tamanaco (umrl 1573), so se poskušali upreti španskim vdorom, vendar so jih prišleki na koncu podredili; Tamanaco je bil ubit po ukazu ustanovitelja Caracasa, Diega de Losada.
V 16. stoletju, med špansko kolonizacijo, so se domorodna ljudstva, kot so številni Mariči, spreobrnila in prevzela krščanstvo. Spomin na nekatera uporna plemena ali njihove voditelje,so se ohranila v lokalnih toponimih, vključno s Caracasom, Chacao in Los Teques. Zgodnje kolonialne naselbine so se osredotočale na severno obalo. Sredi 18. stoletja so se Španci odpravili tudi bolj v notranjost, ob reki Orinoko. Tu so v letih 1775 in 1776 Ye'kuana (takrat znana kot Makiritare) organizirala resen odpor.
Španska vzhodna venezuelska naselja so bila vključena v provinco Nova Andaluzija. Od začetka 16. stoletja jo je upravljala Royal Audiencia iz Santo Dominga, v začetku 18. stoletja pa je večina Venezuele postala del podkraljestva Nova Granada, nato pa je bila leta 1777 reorganizirana kot avtonomna generalna kapetanija. Mesto Caracas, ustanovljeno v osrednji obalni regiji leta 1567, je imelo od nekdaj pomemben geostrateški položaj zaradi bližine obalnega pristanišča La Guaira, lokacije v dolini pod gorsko verigo in bolj zdravega podnebja.

### Osamosvojitev in 19. stoletje
Sredi 18. stoletja so premožni kreoli (v koloniji rojeni Španci) že protestirali proti trgovinskim omejitvam, ki jim jih je vsilil Madrid.
Po vrsti neuspešnih vstaj je Venezuela pod vodstvom Francisca de Mirande, venezuelskega maršala, ki se je boril tako v francoski revoluciji kot ameriški vojni za neodvisnost, v Caracasu 5. julija 1811 razglasila neodvisnost. S tem dejanjem se je pričela neuspešna osamosvojitvena vojna, ki sta jo končala uničujoč potres, ki je leta 1812 prizadel Caracas, ter upor venezuelskih llanerosov (veleposesnikov). Zato je bil tega leta prisiljen podpisati premirje s španskimi rojalisti in sestopiti z oblasti.
Simón Bolívar, novi vodja za osvoboditev španskih kolonij, je začel svojo občudovanja vredno vojaško kampanjo leta 1813 iz Nove Granade, ponovno zavzel večino ozemlja Venezuele in bil razglašen za El Libertadorja (osvoboditelja). Druga venezuelska republika je bila razglašena 7. avgusta 1813, vendar je trajala le nekaj mesecev, preden jo je zatrl rojalistični kavdiljo José Tomás Boves in njegove čete najetih llanerosov.
Konec francoske revolucije je Španiji leta 1814 omogočil veliko odpravo, pod vodstvom generala Pabla Morilla, z namenom, da si Španija povrne izgubljeno ozemlje v Venezueli in Novi Granadi. Ko je vojna leta 1817 zastala, je Bolívar ponovno vzpostavil Tretjo republiko Venezuelo, na ozemlju, ki so ga še vedno nadzorovali domoljubi, predvsem v regijah Guayana in Llanos. Tudi ta republika je bila kratkotrajna, saj je bila le dve leti pozneje, med kongresom Angosture leta 1819, razglašena zveza Venezuele z Novo Granado, ki je tvorila Republiko Veliko Kolumbijo). Vojna se je nadaljevala nekaj let, dokler ni bila dosežena popolna zmaga in suverenost, potem ko je Bolívar, ki sta mu pomagala José Antonio Páez in Antonio José de Sucre, zmagal v bitki pri Carabobu 24. junija 1821. Že 24. julija 1823 sta José Prudencio Padilla in Rafael Urdaneta s svojo zmago v bitki pri jezeru Maracaibo zapečatila neodvisnost Venezuele. 
Sucre, ki je zmagal v številnih bitkah za Bolivarja, je osvobodil Ekvador in kasneje postal drugi predsednik Bolivije. Venezuela je ostala del Velike Kolumbije do leta 1830, ko je upor, ki ga je vodil Páez, 22. septembra 1929 omogočil razglasitev nove neodvisne Venezuele; Páez je postal prvi predsednik nove države. V teh dveh desetletjih vojskovanja je bilo izgubljenih od ene četrtine do ene tretjine venezuelskega prebivalstva, ki je bilo do leta 1830 ocenjeno na 800.000 (vključno z morda polovico belske populacije).
Suženjstvo je bilo v Venezueli odpravljeno leta 1854. Večino venezuelske zgodovine 19. stoletja so zaznamovali politični pretresi in diktatorske vladavine, vključno z voditeljem neodvisnosti Joséjem Antoniom Páezom, ki je trikrat postal predsednik in je med letoma 1830 in 1863 predsedoval skupaj 11 let. Ta je ohranil velika posestva, poskrbel za učinkovito upravo, dovolil svobodo tiska in držal vojsko pod nadzorom. V obdobju, ki je sledilo (1843-1870), je nasilje doseglo vrhunec v krvavi državljanski vojni (1859–1863).
Leta 1895 se je pričel dolgoletni spor z Veliko Britanijo o ozemlju Guayana Esequiba, za katerega je Britanija trdila, da je del njene kolonije Britanske Gvajane, Venezuela pa je Guayano Esequibo videla kot venezuelsko ozemlje. Spor je prerastel v venezuelsko krizo leta 1895. Vse to je vodilo tudi v diplomatsko krizo, saj je venezuelski lobist William L. Scruggs skušal dokazati, da je britansko stališče glede tega spora kršilo Monroejevo doktrino ZDA iz leta 1823, zato je uporabil svoj vpliv v Washingtonu, da bi izpostavil zadevo. Nato je ameriški predsednik Grover Cleveland sprejel široko razlago doktrine, ki ni samo prepovedala novih evropskih kolonij, ampak je razglasila obči ameriški interes. Britanija je na koncu sprejela arbitražo, vendar je v pogajanjih o njenih pogojih uspela prepričati ZDA v številnih podrobnostih. Leta 1898 se je v Parizu sestalo sodišče, da bi odločilo o tem vprašanju, vendar je le-to leta 1899 večino spornega ozemlja dodelilo tedanji Britanski Gvajani.
Avtokratska vlada je prišla na oblast pod Ciprianom Castrom (1899-1908) in zatem Juanom Vicentejem Gómezom (1909-1935). Castro je zamudil izplačilo znatnih zunanjih dolgov Venezuele in ni hotel plačati odškodnine tujcem, ki so bili vpleteni v venezuelske državljanske vojne. To je privedlo do venezuelske krize v letih 1902–1903, v kateri so Velika Britanija, Nemčija in Italija uvedle večmesečno pomorsko blokado, preden je bila dogovorjena mednarodna arbitraža na novem Stalnem arbitražnem sodišču v Haagu.

### Povzetek
Ozemlje Venezuele je kolonizirala Kraljevina Španija leta 1522, kljub odporu domorodnih ljudstev. Leta 1811 je postala Venezuela ena prvih španskih kolonij v Ameriki, ki je razglasila neodvisnost in je kot departma postala del prve zvezne republike Kolumbije, znane kot Velika Kolumbija. Kot polnopravna suverena država je Venezuela prenehanje federacije s Kolumbijo razglasila leta 1830.
V 19. stoletju je Venezuela utrpela politične pretrese in avtokracijo, do sredine 20. stoletja pa je ostala pod prevlado regionalnih vojaških diktatorjev. Od leta 1958 je imela država vrsto demokratično izvoljenih vlad (v večini držav regije so tedaj vladale vojaške diktature), obdobje pa je zaznamovala blaginja. Gospodarski pretresi v 1980-ih in 1990-ih letih so privedli do velikih političnih kriz in obsežnih družbenih nemirov, vključno s velikimi demonstracijami v Caracasu leta 1989, dvema poskusoma državnega udara leta 1992 in obsodbo predsednika Carlosa Andrésa Péreza zaradi obtožb o poneverbi javnih sredstev leta 1993. Propad zaupanja v obstoječe stranke se je izrazil na predsedniških volitvah leta 1998, ki so sprožile bolivarsko revolucijo na čelu s Hugom Chavezem, ki se je nadaljevala z ustavodajno skupščino leta 1999, na kateri je bila vsiljena nova ustava Venezuele. Vladno populistično politiko socialnega varstva so okrepile visoke cene nafte, ki so omogočile začasno povečanje socialnih izdatkov ter zmanjšanje ekonomske neenakosti in revščine v prvih letih režima, v prvem desetletju tega stoletja pa se je revščina spet okrepila. Venezuelske predsedniške volitve leta 2013, ki so na oblast prinesle Nicolása Maduro, so bile zelo sporne, kar je povzročilo obsežne protivladne proteste, nesposobnost in skorumpiranost državne uprave pa ponovno krizo in vsesplošno pomanjkanje v državi, ki traja še danes.

## Diplomatski odnosi z Venezuelo
Venezuelo je nerezidenčno pokrivalo Veleposlaništvo RS v Argentini, ki ima sedež v Buenos Airesu.
V Sloveniji je od novembra 2009 delovalo Veleposlaništvo Venezuele, ki ga je vodil začasni odpravnik poslov. Zaprlo se je 30. aprila 2018. Odtlej diplomatski in drugi odnosi potekajo preko Veleposlaništva Venezuele v Avstriji, ki ima sedež na Dunaju.
Z letom 2011 so se pristojnosti za Venezuelo prenesle na novo odprto Veleposlaništvo RS v Braziliji.

## Slovenci v Venezueli

### Slovenske skupnosti v Venezueli
Prvi Slovenci so se v Venezueli naselili v obdobju med prvo in drugo svetovno vojno, vendar je bilo njihovo število majhno, po nekaterih virih naj bi bilo zgolj 50 posameznikov. Številčnejši val slovenskih izseljencev pa je v Venezuelo prispel v letih po drugi svetovni vojni. Na podlagi različnih virov in pričevanj se ocenjuje, da se je do leta 1960 v Venezueli naselilo med 550 do 800 Slovencev. Po prihodu slovenskega duhovnika Janeza Grilca (Juan Grilc Resman) iz Argentine,
je bilo v Caracasu leta 1966 formalno ustanovljeno Slovensko izseljensko društvo Sv. Cirila in Metoda, katerega prireditev se je udeleževalo 100 do 150 oseb. Tudi v Valenciji je v tistem obdobju zaživelo slovensko društvo Ilirija, nekateri podatki pa kažejo tudi na nekdanje delovanja društva Slovenija v naselju Puerto Cabello. O prisotnosti slovenstva v Venezueli priča tudi ime avenije »Slovenija« v turističnem kraju Higuerote. V letih 2017/18 so slovenski društvo, delujoče predvsem preko družbenih omrežij, ustanovili tudi v Valenciji, tretjem največjem mestu Venezuele, na severu države. 
Oktobra 2023 je v Venezueli prebivalo 307 slovenskih državljanov, s stalnim ter 4 slovenskih državljani z začasnim bivališčem.

### Vračanje v domovino
Zaradi politične, ekonomske in socialne krize ter posledično nemogočih življenjskih razmer je Slovenija v drugi polovici leta 2019 pričela s postopkom repatriacije slovenskih izseljencev oziroma predvsem njihovih potomcev. Do sredine leta 2020 je po tem postopku v Slovenijo prispelo 23 repatriiranih oseb, v letu 2022 jih je bilo že več kot sto.